# Tabitha Peterson
Tabitha Skelly Peterson (Burnsville, 6 de marzo de 1989) es una deportista estadounidense que compite en curling. Su hermana Tara compite en el mismo deporte.
Ganó una medalla de bronce en el Campeonato Mundial de Curling Femenino de 2021, una medalla de bronce en el Campeonato Mundial de Curling Mixto Doble de 2016 y una medalla de bronce en el Campeonato Pan Continental de Curling Femenino de 2023.
Participó en dos Juegos Olímpicos de Invierno, ocupando el octavo lugar en Pyeongchang 2018 y el sexto en Pekín 2022, en la prueba femenina.

## Palmarés internacional
| Campeonato Mundial             | Campeonato Mundial | Campeonato Mundial | Campeonato Mundial |
| Año                            | Lugar              | Medalla            | Prueba             |
| ------------------------------ | ------------------ | ------------------ | ------------------ |
| 2021                           | Calgary (Canadá)   | Medalla de bronce  | Equipo             |
| Campeonato Mundial Mixto Doble |                    |                    |                    |
| Año                            | Lugar              | Medalla            | Prueba             |
| 2016                           | Karlstad (Suecia)  | Medalla de bronce  | Mixto doble        |
| Campeonato Pan Continental     |                    |                    |                    |
| Año                            | Lugar              | Medalla            | Prueba             |
| 2023                           | Kelowna (Canadá)   | Medalla de bronce  | Equipo             |